# Van Trump Creek
Pour les articles homonymes, voir Van Trump.
La Van Trump Creek est un cours d'eau américain qui s'écoule dans le comté de Pierce, dans l'État de Washington. Alimenté par le glacier Van Trump, le ruisseau se jette dans le Nisqually. Il est protégé au sein de la Mount Rainier Wilderness, dans le parc national du mont Rainier.